# Coleorozena
Coleorozena är ett släkte av skalbaggar. Coleorozena ingår i familjen bladbaggar.
Kladogram enligt Catalogue of Life:
| Coleorozena | \| \| Coleorozena alicula \| \| \| \| \| \| Coleorozena fulvilabris \| \| \| \| \| \| Coleorozena lecontii \| \| \| \| \| \| Coleorozena longicollis \| \| \| \| \| \| Coleorozena pilatei \| \| \| \| \| \| Coleorozena subnigra \| \| \| \| \| \| Coleorozena vittata \| \| \| \| |
|             | \| \| Coleorozena alicula \| \| \| \| \| \| Coleorozena fulvilabris \| \| \| \| \| \| Coleorozena lecontii \| \| \| \| \| \| Coleorozena longicollis \| \| \| \| \| \| Coleorozena pilatei \| \| \| \| \| \| Coleorozena subnigra \| \| \| \| \| \| Coleorozena vittata \| \| \| \| |
|             | Coleorozena alicula |
|             | |
|             | Coleorozena fulvilabris |
|             | |
|             | Coleorozena lecontii |
|             | |
|             | Coleorozena longicollis |
|             | |
|             | Coleorozena pilatei |
|             | |
|             | Coleorozena subnigra |
|             | |
|             | Coleorozena vittata |
|             | |